# Olympische Sommerspiele 1988/Kanu – Vierer-Kajak 500 m (Frauen)
Die Wettkämpfe im Vierer-Kajak über 500 Meter bei den Olympischen Sommerspielen 1988 wurden vom 27. September bis 1. Oktober auf der Misari Regattastrecke ausgetragen.
Olympiasieger wurde das Boot der DDR.

## Ergebnisse

### Vorläufe
Die jeweils ersten drei Boote qualifizierten sich direkt für das Finale, die restlichen Boote für das Halbfinale.

#### Vorlauf 1
| Rang | Athletinnen                                                                      | Nation             | Zeit        |
| ---- | -------------------------------------------------------------------------------- | ------------------ | ----------- |
| 1    | Birgit Schmidt Anke Nothnagel Ramona Portwich Heike Singer                       | DDR                | 1:36,84 min |
| 2    | Alexandra Apanowitsch Irina Chmelewskaja Nadeschda Kowalewitsch Irina Salomykowa | Sowjetunion        | 1:37,78 min |
| 3    | Anna Olsson Agneta Andersson Susanne Wiberg Liselotte Ohlson                     | Schweden           | 1:41,40 min |
| 4    | Traci Phillips Shelia Conover Cathy Marino Shirley Dery                          | Vereinigte Staaten | 1:41,77 min |
| 5    | Nancy Olmsted Barbara Olmsted Caroline Brunet Sheila Taylor                      | Kanada             | 1:43,52 min |
| 6    | Sylvie Cuvilly Claudine Le Roux Virginie Vandamme Béatrice Basson                | Frankreich         | 1:45,41 min |
| 7    | Lee Do-hui Jeong Mi Kim Mi-ja Choi Sun-hyung                                     | Südkorea           | 1:49,97 min |

#### Vorlauf 2
| Rang | Athletinnen                                                                 | Nation         | Zeit        |
| ---- | --------------------------------------------------------------------------- | -------------- | ----------- |
| 1    | Erika Géczi Erika Mészáros Éva Rakusz Rita Kőbán                            | Ungarn         | 1:36,48 min |
| 2    | Wanja Geschewa Diana Palijska Ognjana Petrowa Borislawa Iwanowa             | Bulgarien      | 1:39,40 min |
| 3    | Yvonne Knudsen Susanne Sanggaard Petersen Jeanette Knudsen Birgitte Froberg | Dänemark       | 1:40,87 min |
| 4    | Bożena Ksiąźek Elżbieta Urbańczyk Jolanta Łukaszewicz Katarzyna Weiss       | Polen          | 1:41,07 min |
| 5    | Josefa Idem Claudia Österheld Andrea Martin Ruth Domgörgen                  | BR Deutschland | 1:43,43 min |
| 6    | Angela Dawson Janine Lawler Susie Perrett Andrea Dallaway                   | Großbritannien | 1:46,68 min |

### Halbfinallauf
Die ersten drei Boote des Halbfinals erreichten das Finale.
| Rang | Athletinnen                                                           | Nation             | Zeit        |
| ---- | --------------------------------------------------------------------- | ------------------ | ----------- |
| 1    | Josefa Idem Claudia Österheld Andrea Martin Ruth Domgörgen            | BR Deutschland     | 1:42,09 min |
| 2    | Bożena Ksiąźek Elżbieta Urbańczyk Jolanta Łukaszewicz Katarzyna Weiss | Polen              | 1:42,55 min |
| 3    | Traci Phillips Shelia Conover Cathy Marino Shirley Dery               | Vereinigte Staaten | 1:43,17 min |
| 4    | Nancy Olmsted Barbara Olmsted Caroline Brunet Sheila Taylor           | Kanada             | 1:43,63 min |
| 5    | Angela Dawson Janine Lawler Susie Perrett Andrea Dallaway             | Großbritannien     | 1:46,18 min |
| 6    | Sylvie Cuvilly Claudine Le Roux Virginie Vandamme Béatrice Basson     | Frankreich         | 1:47,71 min |
| 7    | Lee Do-hui Jeong Mi Kim Mi-ja Choi Sun-hyung                          | Südkorea           | 1:51,16 min |

### Finale
| Rang | Athletinnen                                                                      | Nation             | Zeit        |
| ---- | -------------------------------------------------------------------------------- | ------------------ | ----------- |
| 1    | Birgit Schmidt Anke Nothnagel Ramona Portwich Heike Singer                       | DDR                | 1:40,78 min |
| 2    | Erika Géczi Erika Mészáros Éva Rakusz Rita Kőbán                                 | Ungarn             | 1:41,88 min |
| 3    | Wanja Geschewa Diana Palijska Ognjana Petrowa Borislawa Iwanowa                  | Bulgarien          | 1:42,63 min |
| 4    | Alexandra Apanowitsch Irina Chmelewskaja Nadeschda Kowalewitsch Irina Salomykowa | Sowjetunion        | 1:44,26 min |
| 5    | Josefa Idem Claudia Österheld Andrea Martin Ruth Domgörgen                       | BR Deutschland     | 1:45,62 min |
| 6    | Anna Olsson Agneta Andersson Susanne Wiberg Liselotte Ohlson                     | Schweden           | 1:45,67 min |
| 7    | Yvonne Knudsen Susanne Sanggaard Petersen Jeanette Knudsen Birgitte Froberg      | Dänemark           | 1:47,10 min |
| 8    | Bożena Ksiąźek Elżbieta Urbańczyk Jolanta Łukaszewicz Katarzyna Weiss            | Polen              | 1:47,40 min |
| 9    | Traci Phillips Shelia Conover Cathy Marino Shirley Dery                          | Vereinigte Staaten | 1:47,94 min |